# Campeonato Brasileiro de Basquete Feminino de 2005
O Campeonato Nacional de Basquete Feminino de 2005 (8ª edição) foi um torneio realizado a partir de 4 de novembro de 2005 a 29 de janeiro de 2006 por nove equipes representando três estados.

## Participantes
APUC, Goiânia/GO

 Catanduva, Catanduva/SP

 Guarulhos, Guarulhos/SP

 Marília, Marília/SP

 Ourinhos, Ourinhos/SP

 Santo André, Santo André/SP

 São Bernardo, São Bernardo do Campo/SP

 São Caetano, São Caetano do Sul/SP

 Sport, Recife/PE

## Regulamento

### Fórmula de Disputa
O Campeonato Nacional de Basquete Feminino foi disputado por 9 equipes em duas fases:
- Fase Classificatória: As 9 equipes disputaram partidas em um sistema de turno e returno,em que enfrentaram todos os adversários em seu mando de quadra e fora dele.
- Playoffs: As oito equipes classificadas jogaram num sistema mata-mata e a vencedora desses foi declarada Campeã Nacional de Basquete Feminino de 2005. Foi dividida em 3 partes:
  - Quartas-de-Final: Foi disputada pelas equipes que passaram da primeira fase, seguindo a lógica: (1ª x 8ª); (2ª x 7ª); (3ª x 6ª); (4ª x 5ª).  Estas jogaram partidas em melhor de 5 (jogos), sendo dois mandos de campo para cada e o jogo de desempate, se houvesse, no ginásio da equipe com o melhor índice técnico da Fase Classificatória.
  - Semifinais: Foi disputada pelas equipes que passaram da das quartas-de-final, seguindo a lógica: vencedor A x vencedor D e vencedor B x vencedor C.  Estas jogaram partidas em melhor de 5 (jogos), sendo dois mandos de campo para cada e o jogo de desempate, se houvesse, no ginásio da equipe com o melhor índice técnico da Fase Classificatória.
  - Final: Foi disputada entre as duas equipes vencedoras das Semifinais, em melhor de 5 (jogos), sendo dois mandos de campo para cada e o jogo de desempate, se houvesse, no ginásio da equipe com o melhor índice técnico da Fase Classificatória. A equipe vencedora foi declarada campeã da competição.

### Critérios de Desempate
1º: Confronto Direto

2º: Saldo de cestas dos jogos entre as equipes

3º: Melhor cesta average (Se o empate foi entre duas equipes)

4º: Sorteio

### Pontuação
Vitória: 2 pontos

Derrota: 1 ponto

Não Comparecimento: 0 pontos

## Classificação
| 1 | FIO/Pão de Açúcar/Unimed/Ourinhos | 32 | 16 | 16 | 0  | 1464 | 935  | 1,56578 | 100,0 |
| 2 | Limpol/São Caetano                | 30 | 16 | 14 | 2  | 1261 | 953  | 1,32319 | 87,5  |
| 3 | Sport Recife                      | 25 | 16 | 9  | 7  | 1197 | 1090 | 1,09817 | 56,3  |
| 4 | Jesus Adolescente/CELT/Catanduva  | 25 | 16 | 9  | 7  | 1204 | 1172 | 1,02730 | 56,7  |
| 5 | Santo André                       | 24 | 16 | 8  | 8  | 1123 | 1118 | 1,00447 | 50,0  |
| 6 | Wimpro/Guarulhos                  | 23 | 16 | 7  | 9  | 1109 | 1206 | 0,91957 | 43,8  |
| 7 | São Bernardo/Metodista            | 23 | 16 | 7  | 9  | 1101 | 1174 | 0,93782 | 43,8  |
| 8 | Pão de Açúcar/Unimar/Marília      | 18 | 16 | 2  | 14 | 1114 | 1179 | 0,94487 | 12,5  |
| 9 | APUC/Goiás                        | 16 | 16 | 0  | 16 | 938  | 1684 | 0,55701 | 0,0   |

|  |                                           |
|  | Zona de classificação às Quartas-de-Final |

## Playoffs

### Quartas-de-Final
1ª Rodada
| 4 de janeiro | Ourinhos | 93 - 53 | Marília | Ginásio Monstrinho, Ourinhos |
| 4 de janeiro |          |         |         | Ginásio Monstrinho, Ourinhos |

| 4 de janeiro | São Caetano | 73 - 45 | São Bernardo | São Caetano do Sul |
| 4 de janeiro |             |         |              | São Caetano do Sul |

| 4 de janeiro | Sport | 87 - 58 | Guarulhos | Ginásio Jorge Maia, Recife |
| 4 de janeiro |       |         |           | Ginásio Jorge Maia, Recife |

| 4 de janeiro | Catanduva | 70 - 64 | Santo André | Catanduva |
| 4 de janeiro |           |         |             | Catanduva |

2ª Rodada
| 5 de janeiro | Ourinhos | 97 - 59 | Marília | Ginásio Monstrinho, Ourinhos |
| 5 de janeiro |          |         |         | Ginásio Monstrinho, Ourinhos |

| 5 de janeiro | São Caetano | 69 - 43 | São Bernardo | São Caetano do Sul |
| 5 de janeiro |             |         |              | São Caetano do Sul |

| 5 de janeiro | Sport | 92 - 54 | Guarulhos | Ginásio Jorge Maia, Recife |
| 5 de janeiro |       |         |           | Ginásio Jorge Maia, Recife |

| 5 de janeiro | Catanduva | 83 - 76 | Santo André | Catanduva |
| 5 de janeiro |           |         |             | Catanduva |

3ª Rodada
| 7 de janeiro | Marília | 58 - 89 | Ourinhos | Marília |
| 7 de janeiro |         |         |          | Marília |

| 7 de janeiro | São Bernardo | 64 - 66 | São Caetano | São Bernardo do Campo |
| 7 de janeiro |              |         |             | São Bernardo do Campo |

| 7 de janeiro | Guarulhos | 66 - 75 | Sport | Guarulhos |
| 7 de janeiro |           |         |       | Guarulhos |

| 7 de janeiro | Santo André | 69 - 74 | Catanduva | Santo André |
| 7 de janeiro |             |         |           | Santo André |

- Ourinhos, São Cateno,  Sport e  Catanduva passaram de fase.

### Semifinais
1ª Rodada
| 12 de janeiro | Ourinhos | 85 - 56 | Catanduva | Ginásio Monstrinho, Ourinhos |
| 12 de janeiro |          |         |           | Ginásio Monstrinho, Ourinhos |

| 12 de janeiro | São Caetano | 69 - 52 | Sport | São Caetano do Sul |
| 12 de janeiro |             |         |       | São Caetano do Sul |

2ª Rodada
| 14 de janeiro | Ourinhos | 81 - 54 | Catanduva | Ginásio Monstrinho, Ourinhos |
| 14 de janeiro |          |         |           | Ginásio Monstrinho, Ourinhos |

| 14 de janeiro | São Caetano | 64 - 66 | Sport | São Caetano do Sul |
| 14 de janeiro |             |         |       | São Caetano do Sul |

3ª Rodada
| 17 de janeiro | Catanduva | 46 - 67 | Ourinhos | Catanduva |
| 17 de janeiro |           |         |          | Catanduva |

| 17 de janeiro | Sport | 74 - 81 | São Caetano | Ginásio Jorge Maia, Recife |
| 17 de janeiro |       |         |             | Ginásio Jorge Maia, Recife |

4ª Rodada
| 17 de janeiro | Sport | 52 - 63 | São Caetano | Ginásio Jorge Maia, Recife |
| 17 de janeiro |       |         |             | Ginásio Jorge Maia, Recife |

- Ourinhos e  São Caetano passaram de fase.

### Final
1ª Rodada
| 22 de janeiro | Ourinhos | 71 - 52 | São Caetano | Ginásio Monstrinho , Ourinhos |
| 22 de janeiro |          |         |             | Ginásio Monstrinho , Ourinhos |

2ª Rodada
| 27 de janeiro | Ourinhos | 72 - 54 | São Caetano | Ginásio Monstrinho, Ourinhos |
| 27 de janeiro |          |         |             | Ginásio Monstrinho, Ourinhos |

3ª Rodada
| 29 de janeiro | São Caetano | 55 - 70 | Ourinhos | São Caetano do Sul |
| 29 de janeiro |             |         |          | São Caetano do Sul |

| Campeonato Nacional de Basquete Feminino 2005 |
| --------------------------------------------- |
| Ourinhos Campeão                              |